# ウェブ郡 (テキサス州)
ウェブ郡（英: Webb County）は、アメリカ合衆国テキサス州にある郡である。人口は26万7114人（2020年）。郡庁所在地はラレドである。ウェブ郡はテキサス州の財務長官、州務長官、テキサス共和国の司法長官、後のテキサス州地方裁判所裁判官ジェームズ・ウェブの名をとって命名された。

## 地理
アメリカ合衆国統計局によると、この郡は総面積8,743 km2 (3,376 mi2) である。このうち8,694km2 (3,357mi2) が陸地で48km2 (19mi2) が水地域である。総面積の0.55%は水地域となっている。

### 隣接する郡
- ディミット郡  (北)
- ラサール郡  (北)
- デュバル郡  (東)
- ジムホッグ郡  (南東)
- ザパタ郡  (南)
- マーベリック郡  (北西)
- コアウィラ州、メキシコ  (西)
- ヌエボ・レオン州、メキシコ  (西)
- タマウリパス州、メキシコ  (南西)

## 歴史

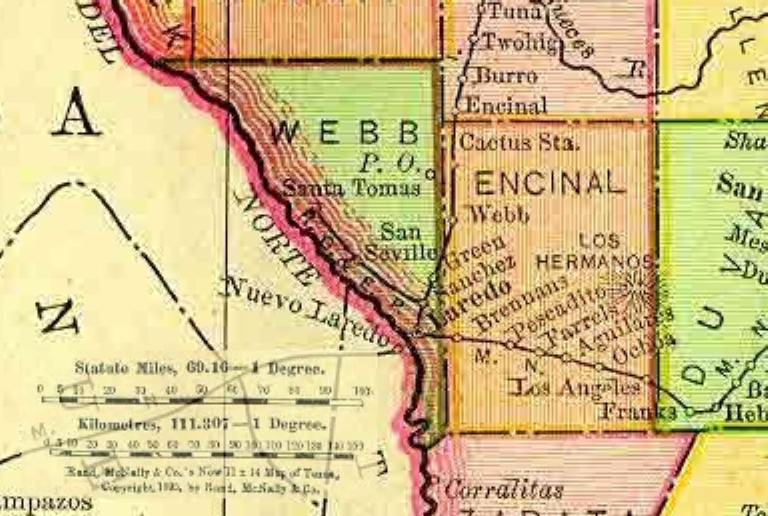
ウェブ郡とエンシナル郡の地図(1895年)

ウェブ郡の東部は、かつてエンシナル郡として独立した郡であった。エンシナル郡は1856年に設置されるが、1899年にウェブ郡に吸収された。そのため、ウェブ郡はテキサス州南部ではもっとも面積の広い郡となっている。

## 人口動勢

2000年国勢調査に基づくウェブ郡の人口ピラミッド

2000年国勢調査で、この郡は人口193,117人、50,740世帯、及び43,433家族が暮らしている。人口密度は58/km2 (22/mi2) である。6/km2 (16/mi2) の平均的な密度に55,206軒の住宅が建っている。この郡の人種的な構成は白人 82.16 %、アフリカン・アメリカン0.37 %、先住民0.47 %、アジア0.43 %、太平洋諸島系0.02 %、その他の人種14.00 %、及び混血2.54 %である。ここの人口の94.28 %はヒスパニックまたはラテン系である。
この郡内の住民は36.20 %が18歳未満の未成年、18歳以上24歳以下が11.40 %、25歳以上44歳以下が29.30 %、45歳以上64歳以下が15.60 %、及び65歳以上が7.60 %にわたっている。中央値年齢は26歳である。女性100人ごとに対して男性は92.90人である。18歳以上の女性100人ごとに対して男性は87.90人である。
この郡内の世帯ごとの平均的な収入は28,100米ドルであり、家族ごとの平均的な収入は29,394米ドルである。男性は23,618米ドルに対して女性は19,018米ドルの平均的な収入がある。この郡の一人当たりの収入 (per capita income) は10,759米ドルである。人口の31.20 %及び家族の26.70 %は貧困線以下である。全人口のうち18歳未満の39.40 %及び65歳以上の26.90 %は貧困線以下の生活を送っている。

## 都市
- ラレド（郡庁所在地）
- エルセニーゾ (El Cenizo)
- リオブラボー (Rio Bravo)